# Drip Drop
„Drip Drop” (în engleză (onomatopeic): Pic, pic) este un cântec compus de Stefan Örn și Sandra Bjurman și interpretat în engleză de Səfurə Əlizadə. A reprezentat Azerbaidjanul la Concursul Muzical Eurovision 2010. Əlizadə a fost alesă ca interpretă participantă din partea Azerbaidjanului la Eurovision 2010 în finala națională de pe 2 martie 2010. Piesa a fost declarată oficial concurentă pe 18 martie 2010.